# سفارة بلغاريا في الدنمارك
سفارة بلغاريا في الدنمارك هي أرفع تمثيل دبلوماسي لدولة بلغاريا لدى الدنمارك. تقع السفارة في Gentofte Municipality ‏ وهي تهدف لتعزيز المصالح البلغارية في الدنمارك.

## وصلات خارجية
- قائمة سفارات بلغاريا
- قائمة السفارات في الدنمارك